# 丁殿甲
丁殿甲，青州回族人。清朝軍事將領、武進士。丁殿寧之弟。
道光九年，登武进士，授三等侍卫，后官至直隶玉田营都司。